# Дитер Диркс
Дитер Диркс е германски музикален продуцент, известен най-вече със сътрудничеството си със „Скорпиънс“.

## Биография

### Ранни години
Роден е в Щомелн, Германия, син на еврейка и римкатолик.
Той е движещата сила зад германската рок група „Скорпиънс“ от 1975 до 1990 г. Започва като актьор, но по-късно става тонрежисьор и музикален продуцент.

### „Дитер Диркс Студио“
Собственик е на легендарните аудио- и видеостудия „Дитер Диркс“, намиращи се близо до Кьолн, Германия. Артистите, които записват в студията, са имена като: „Аксепт“, Майкъл Джексън, Тина Търнър, „Туистед Систър“, „Скорпиънс“, Тимъти Лири, „Ди Тотен Хозен“, Рори Галахър, „Тангерин Дрийм“ и много други.

### „Скорпиънс“
Открива страстта си към „тежката музика“, когато той и бившата му жена, Корина Фортман, откриват неизвестната тогава група „Скорпиънс“. През 1975 г. продуцира третият им албум озаглавен: In Trance, след това Virgin Killer (1976), Taken by Force (1977), Tokyo Tapes (1978), Lovedrive (1979), Animal Magnetism (1980), Blackout (1982), Love at First Sting (1984), World Wide Live (1985), и Savage Amusement (1988). „Скорпиънс“ се превръщат в най-голямата рок група в Германия за всички времена, както и една от най-успешните в целия свят. Техните албуми печелят по няколко пъти приза златен и платинен албум.

### Други проетки
Дитер Диркс също създава един албум на „Туйстед Систър“ и няколко с Акспет и Нино де Анджело. През 2005 година той се завръща към музикалната продукция, когато бившият мениджър на Майкъл Джексън, Дитер Вайснер, предлага той да представи певеца Ниша Катария. Първият им албум е завършен през ноември 2005 година.

### Изобретяването на DVD-плюс
През 1990 той прекратява отношенията си със Скорпиънс. След това изобретява нова технология, наречена DVDplus. Възникват и някои спорове около развитието и функционирането на подобен формат, от звукозаписната индустрия на САЩ.

### Личен живот
Бил е женен два пъти, има четири деца. Неговият син Михаел Диркс е актьор а дъщеря му, Доминик Шилинг е режисьор, живеещи в Лос Анджелис. Неговата първа дъщеря Михаела Диркс е музикален и телевизионен организатор на най-малкия му син, Жулиен Фреунд.